# Union Vale
Union Vale è un comune degli Stati Uniti d'America, situato nello stato di New York, nella contea di Dutchess.